# Konstantia av Aragonien (1179–1222)
Konstantia av Aragonien, född 1179, död 23 juni 1222, var drottning av Ungern i första äktenskapet, och i andra äktenskapet tysk-romersk kejsarinna och drottning av Tyskland och Sicilien. Hon gifte sig år 1198 med Emmerich I av Ungern, och 1220 med Fredrik II, kung av Tyskland och Sicilien. Konstantia var Siciliens regent under makens frånvaro 1212–1220.

## Biografi
Konstantia var dotter till kung Alfons II av Aragonien och Sancha av Kastilien. Hennes far dog 1196, och äktenskapet med Emmerich av Ungern arrangerades 1198 av hennes bror Peter II. När Emmerich låg döende, utnämnde han den 26 augusti 1204 sin och Konstantias femårige son Ladislaus till sin medregent, och fick sin bror Andreas att lova att beskydda Ladislaus rätt till tronen. Emmerich dog senare den 30 november, och Konstantia och hennes son blev då i praktiken brodern Andreas fångar. Konstantia lyckades fly med Ladislaus till hertig Leopold VI av Österrike i Wien. När Ladislaus dog 1205 skickades hans lik till Ungern, där Andreas krönte sig till kung, och Konstantia återvände till Aragonien.
Konstantia levde sedan med sin mor i klostret Nuestra Senora i Sijena fram till 1208, då hennes bror Peter II arrangerade ett äktenskap med Fredrik av Sicilien. Äktenskapet arrangerades för att Peter II skulle kunna få ut skilsmässa, och påven krävde ett äktenskap mellan Konstantia och sin skyddsling Fredrik i utbyte mot sitt tillstånd till skilsmässa. Vigseln mellan Konstantia och Fredrik ägde rum i Messina på Sicilien den 15 augusti 1209. År 1212 blev maken kung i Tyskland, och under hans därpå följande ofta förekommande frånvaro var Konstantia regent på Sicilien ända fram till år 1220, då de kröntes till kejsare och kejsarinna. Hon avled i malaria.